# Тутонг (річка)
Тутонг — річка в південно-західній частині острова Борнео. Весь басейн знаходиться в межах округу Тутонг держави Бруней. Друга найбільша за довжиною та площею басейну річка Брунею.

## Фізична географія
Річище Тутонгу сильно звивисте, спрямоване на північний захід. Гирлова частина річища близько 10 км йде паралельно береговій лінії, відділена від моря піщаною косою, яка у вузьких місцях досягає 100 м ширини.
Приблизно 25 км нижньої течії Тутонгу — це припливна зона, тому в цьому районі відбувається засолення вод річки під час припливів. Верхня частина басейну вкрита тропічним лісом з окремими острівцями сільського господарства.
Річище Тутонгу розташоване на алювіальних, глинистих, піщаних ґрунтах.
Солоність води в руслі коливається від 0 до 30‰ в залежності від руху води: під час океанічного припливу вона піднімається, а в час дощового сезону, коли потік річки потужний, в усіх точках вище гирла знижується до нуля. Градієнт солоності впливає на місцеву біоту, зокрема на різноманіття грибів.

## Регулювання та споруди
На річці Тутонг установлено дамбу Бенутан, яка має зберігальну ємність 45 млн м3 та басейн 28,6 км2.
З обох берегів гирло укріплене штучними спорудами, які весь час піддаються руйнівним впливам припливів і відпливів.